# والتر بي. هوبر
والتر بي. هوبر (بالإنجليزية: Walter B. Huber)‏ هو سياسي أمريكي، ولد في 29 يونيو 1903 في آكرون في الولايات المتحدة، وتوفي في 8 أغسطس 1982 في الولايات المتحدة. حزبياً، نشط في الحزب الديمقراطي.

## مناصب
- انتخب مستشار.
- انتخب مستشار (1959 – 1968).
- انتخب مساعد إداري (1958 – 1959).
- انتخب investigator ‏.
- انتخب عضو مجلس النواب الأمريكي.